# Rhamnus intermedia
Rhamnus intermedia är en brakvedsväxtart. Rhamnus intermedia ingår i släktet getaplar, och familjen brakvedsväxter.

## Underarter
Arten delas in i följande underarter:
- R. i. intermedia
- R. i. istriaca

## Bildgalleri

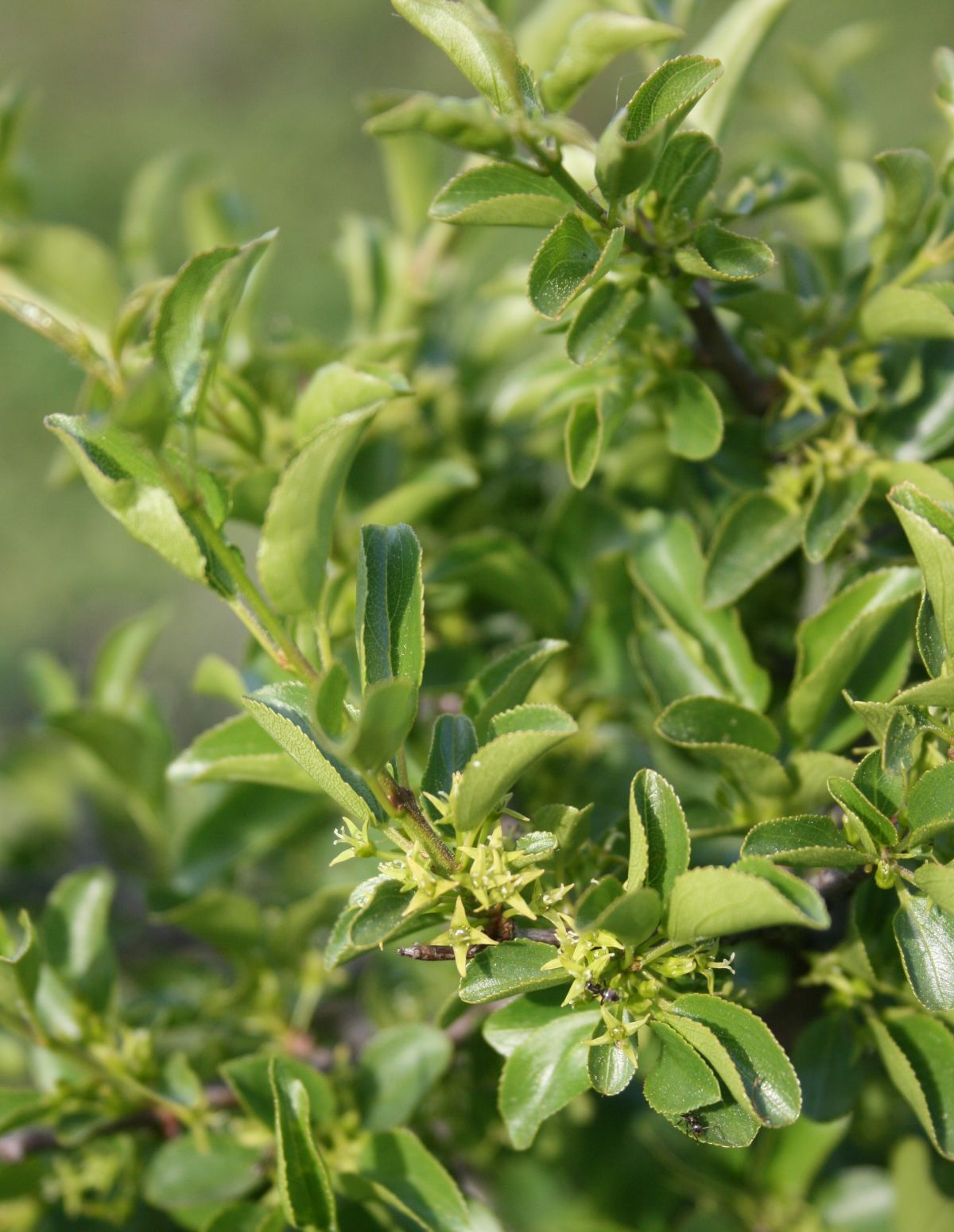